# Христианство в Боливии

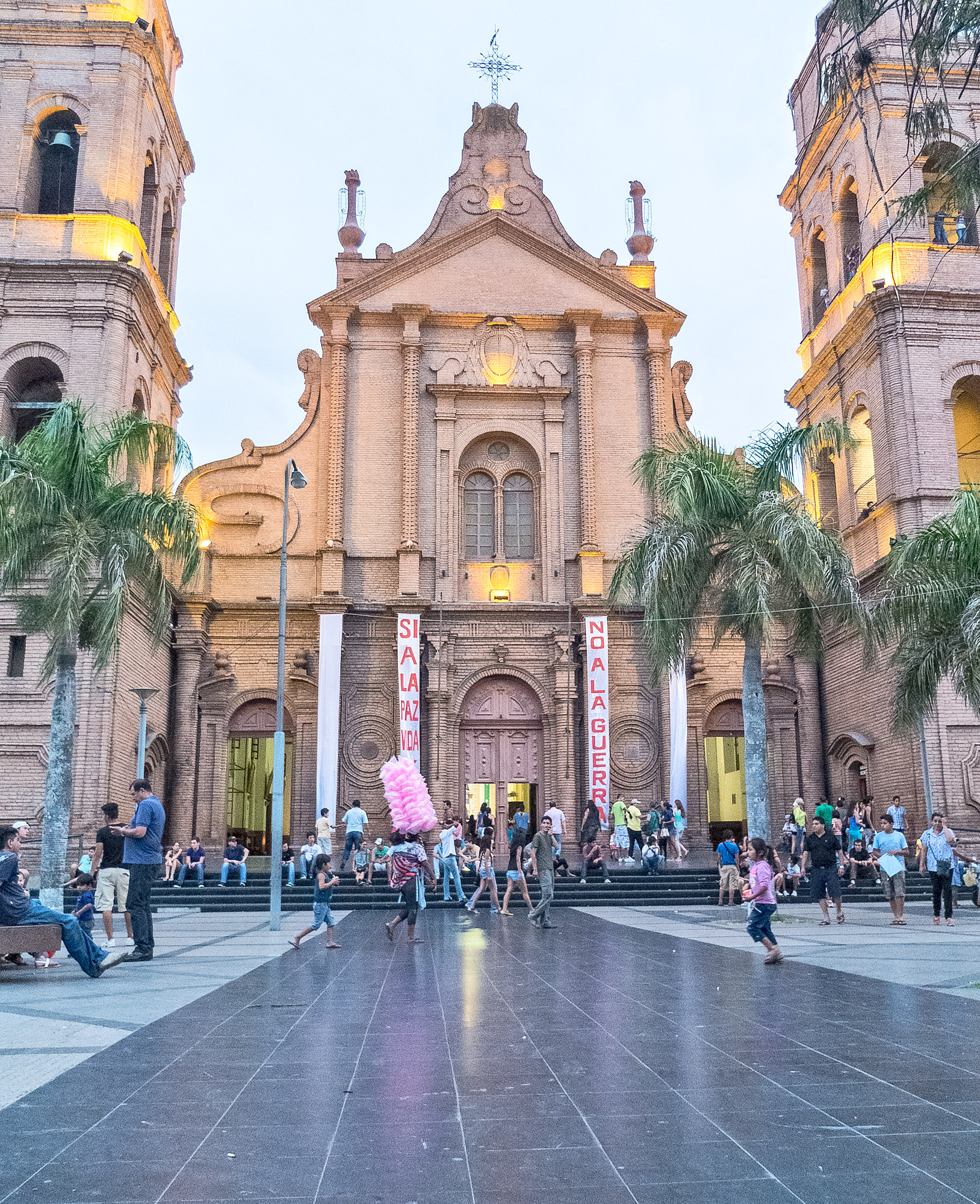
Католический Кафедральный собор в Санта-Крус-де-ла-Сьерра

Христианство в Боливии — самая распространённая религия в стране.
По данным исследовательского центра Pew Research Center в 2010 году в Боливии проживало 9,33 млн христиан, которые составляли 93,9 % населения этой страны. Энциклопедия «Религии мира» Дж. Г. Мелтона оценивает долю христиан в 2010 году в 91,9 % (9,223 млн).
Крупнейшим направлением христианства в стране является католицизм. В 2000 году в Боливии действовало 8,7 тыс. христианских церквей и мест богослужения, принадлежащих 91 различной христианской деноминации.
Помимо боливийцев, христианами также являются большинство живущих в стране немцев, греков и американцев. В христианство обращены местные народы — кечуа, аймара, чикито, итонама, бороро, значительная часть гуарани, мохо и мовима. Христиане есть также среди такана, чимане и юракаре, однако более половины представителей этих народов по прежнему исповедуют местные традиционные верования.
Консервативные евангельские христиане Боливии объединены в Национальную евангельческую ассоциацию, связанную со Всемирным евангельским альянсом. По состоянию на 2015 год две боливийские церкви (лютеран и методистов) входят во Всемирный совет церквей .